# A. Q. M. Badruddoza Chowdhury
Pour les articles homonymes, voir Chowdhury.
Abdul Qasim Mohammad Badruddoza Chowdhury, connu sous le nom de A.Q.M. Badrudozza Chowdhury (en bengali : একিউএম বদরুদ্দোজা চৌধুরী), né le 11 octobre 1930 et mort le 5 octobre 2024, est président du Bangladesh du 14 novembre 2001 jusqu'à sa démission le 21 juin 2002. Il est le secrétaire général fondateur du Parti nationaliste du Bangladesh (BNP).
Il est également médecin, ancien activiste culturel, auteur, essayiste, dramaturge, présentateur de télévision et orateur de renom. Il reçoit le National Television Award en 1976.

## Biographie

### Jeunesse
A. Q. M. Badruddoza Chowdhury est né dans la maison de son grand-père maternel à Comilla. Ses ancêtres paternels étaient originaires de Majidpur Dayhata, Srinagar, Bikrampur (en) (aujourd'hui district de Munshiganj). Il a obtenu son diplôme d'enseignement secondaire à la St Gregory's School en 1947 et celui d'enseignement supérieur au Dacca College en 1949. Il a obtenu son diplôme BBS (Bachelors of Medicine and Surgery) au Dacca Medical College en 1954-1955. Son père, Kafiluddin Chowdhury, était un dirigeant politique de la Ligue Awami, ancien secrétaire général du Front uni et ministre dans le cabinet provincial du Front uni de l'ancien Pakistan oriental. Sa mère est Sufia Khatun,.

### Carrière médicale
A. Q. M. Badruddoza Chowdhury a commencé sa carrière dans la profession médicale. Il a été professeur associé de médecine au Rajshahi Medical College en 1964 et au Sir Salimullah Medical College de 1964 à 1970, puis professeur de médecine au Sylhet Medical College en 1970. Il a été président de l'association nationale antituberculeuse du Bangladesh (National Anti-Tuberculosis Association of Bangladesh - NATAB), président de l'Union internationale contre la tuberculose et les maladies respiratoires (UICTMR) de la zone Asie-Pacifique.

### Carrière politique
Inspiré par Ziaur Rahman, le président fondateur du parti, A. Q. M. Badruddoza Chowdhury est entré en politique en tant que secrétaire général du BNP au cours de ses premières années. Il a remporté les élections parlementaires de 1979 en tant que candidat du BNP dans la circonscription de Munshiganj et a occupé le poste de ministre dans les années 1979-1982. Lorsque le BNP remporte à nouveau les élections parlementaires en 1991, après un bref passage au poste de ministre de l'éducation et des affaires culturelles, il est nommé chef adjoint de la Chambre du Parlement du Bangladesh.

#### Présidence
A. Q. M. Badruddoza Chowdhury a été nommé ministre des affaires étrangères lorsque le parti BNP est arrivé au pouvoir en 2001. En novembre 2001, il a été élu président du Bangladesh par les membres du Jatiya Sangsad. Sept mois plus tard, le fait qu'il ait décidé de ne pas se rendre sur la tombe du fondateur du BNP, Ziaur Rahman, à l'occasion de l'anniversaire de sa mort, a provoqué les membres du parti. Ils l'accusent de trahir le parti. En juin 2002, A. Q. M. Badruddoza Chowdhury a démissionné de son poste, comme l'avait demandé le parti au pouvoir, avant que la situation ne devienne plus sombre,,.

#### Bikalpa Dhara
A. Q. M. Badruddoza Chowdhury a ressenti le besoin d'une troisième force dans la démocratie de facto à deux partis du Bangladesh. Il a exprimé son désir de recruter des membres de la société civile en politique pour combattre la corruption et le terrorisme et établir une bonne gouvernance dans le pays par le biais d'un parti politique alternatif. Lui, ainsi que son fils Mahi B. Chowdhury (en) et M. A. Mannan, parlementaire du BNP, ont démissionné du BNP pour travailler pour le nouveau parti politique. A. Q. M. Badruddoza Chowdhury en était le président, avec Mannan comme secrétaire général du nouveau parti, Bikalpa Dhara Bangladesh, créé en mars 2004. Ce parti avait fortement critiqué le gouvernement à l'époque, et la plupart de ses membres étaient des transfuges du BNP au pouvoir.
Pendant une brève période, A. Q. M. Badruddoza Chowdhury s'est associé à Oli Ahmad (en), homme d'État de premier plan. Avec plusieurs ministres importants du cabinet du BNP, ils ont formé le Parti libéral démocratique (en) (LDP) du Bangladesh. Cela n'a pas duré et A. Q. M. Badruddoza Chowdhury a décidé de quitter le LDP et de concentrer ses efforts sur la relance de Bikalpa Dhara.
A. Q. M. Badruddoza Chowdhury a été le président du parti depuis sa création, à l'exception d'une brève période entre décembre 2008 et avril 2009, au cours de laquelle il a démissionné de son poste après que le parti n'a pu obtenir de siège lors des 9e élections parlementaires,,.

### Vie privée
A. Q. M. Badruddoza Chowdhury est marié à Hasina Warda Chowdhury. Ensemble, ils ont un fils, Mahi B. Chowdhury. Chowdhury réside dans le quartier de Baridhara à Dacca. 

### Mort
A. Q. M. Badruddoza Chowdhury est admis à l'hôpital Medical College for Women d'Uttara le matin du 2 octobre en raison d'une infection pulmonaire et meurt trois jours plus tard, le 5 octobre 2024.